# Carlos Schneberger
Carlos Alberto Schneberger Lemp (auch mit den Namensschreibweisen Schneeberger oder Schnëeberger  geführt) (* 21. Juni 1902 in Lautaro; † 1. Oktober 1973 in Temuco) war ein chilenischer Fußballspieler.
Schneberger, der auf der Position des Stürmers spielte, war Mitglied der Nationalmannschaft seines Heimatlandes. Nach seinem Debüt im Länderspiel gegen Uruguay am 10. Dezember 1927 nahm er mit Chile sowohl an den Olympischen Sommerspielen 1928, als auch an der ersten Fußball-Weltmeisterschaft 1930 teil. Bei beiden Turnieren absolvierte er in der Funktion des Mannschaftskapitäns jeweils zwei weitere Länderspiele.
Ein Stadion in Temuco trägt den Namen „Estadio Municipal Carlos Schneeberger“.